# 가스통 모도

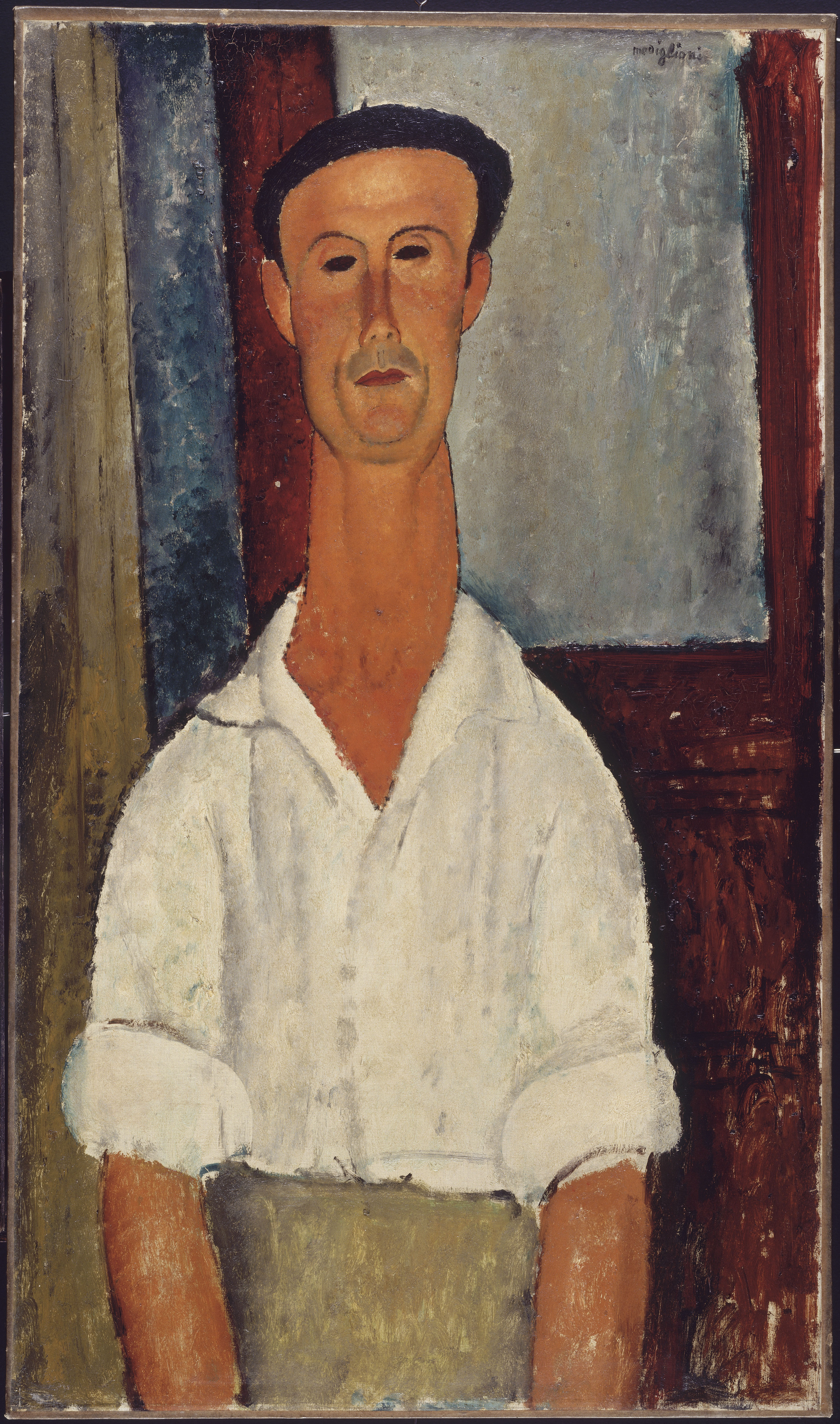

가스통 모도(프랑스어: Gaston Modot, 1887년 12월 31일 ~ 1970년 2월 24일)은 프랑스의 배우이다.
파리에서 태어났다.

## 영화
- 코르들리에 박사의 유언 (1959년)
- 연인들 (1958년)
- 프렌치 캉캉 (1954년)
- 야성녀 아이비 (1953년)
- 황금 투구 (1952년) - 다나르 역
- 앙트완과 앙트와네트 (1947년)
- 침묵은 금이다 (1947년)
- 천국의 아이들 (1945년)
- 세느강의 몽마르트르 (1941년)
- 게임의 규칙 (1939년)
- 하루의 끝 (1939년)
- 위대한 환상 (1937년)
- 망향 (1937년)
- 프랑스 사람들 (1936년)
- 최후의 망루 (1935년)
- 파리의 지붕 밑 (1930년)
- 황금시대 (1930년)